# Азм, Хакки
Хакки Бей аль-Азм (араб. حقي بيك العظم‎, 1864-1955) османский и сирийский политик, государственный деятель. В разное время занимал посты премьер-министра, министра внутренних дел Сирии, ряд других должностей во французской администрации мандатного режима.

## Биография

### Личная жизнь
Родился в Дамаске, в видной семье, принадлежавшей к высшим кругам османской администрации: его предки на протяжении многих поколений были правителями (губернаторами) Дамаска. Воспитывался в Константинополе, образование получил в Стамбульской военной академии. Несмотря на это, служить начала в административном аппарате Османской империи. Большую часть жизни занимался политикой. В 1936 году он покинул последний государственный пост, и остаток жизни провёл между Стамбулом, Каиром и Дамаском. С 1941 года и до своей смерти в 1955 году являлся главным редактором основанного им журнала «Совет» (الشراء - аш-Шура).

### Политическая деятельность в Османской империи
Был сторонником султана Абдул-Хамида II, он разделял панисламские взгляды султана и поощрял наличие в окружении султана большого числа советников-арабов. Состоял в созданном Рашидом Ридой «Османском обществе совета». После младотурецкого переворота 1908 года ситуация изменилась, началась политика отуречивания арабских провинций Османской империи. В этом же году аль-Азм и его брат Рафик вступили в младотурецкую партию «Единение и прогресс». В 1910 году на короткое время (он был уволен в 1911 году за верность султану Абдул-Хамиду II) был назначен генеральным инспектором Министерства религиозных дел. В связи с обострением его отношений с младотурками, уехал в Египет, где собрались многие арабы из числа сторонников Абдул-Хамида II. В январе 1913 года вместе с рядом единомышленников основал Османскую партию административной децентрализации. Он стал секретарём партии, а его двоюродный брат Рафик аль-Азм стал президентом партии. Эта партия стала одним из первых политических образований, официально выразивших основные постулаты и требования арабского националистического движения. Вплоть до краха Османской империи в 1918 году он оставался в оппозиции к официальной позиции Константинополя.

### Политическая деятельность в Сирии
Аль-Азм враждебно встретил приход к власти в Сирии короля Фейсала I, мотивируя это тем, что сам Фейсал (принадлежавший к династии Хашимитов, правителей Мекки) не имел никакого отношения к Сирии), к тому же политик выступал против монархической формы правления.
В 1919 году посетил Париж, где знакомится с рядом представителей французской администрации, и зарекомендовывал себя как человека, который может быть полезен французам. В июле 1920 года, после провозглашения французского мандата, он был назначен главой консультационного бюро при премьер-министре Джамиле аль-Ульши. В декабре 1920 года, после разделения подмандатной Сирии на ряд квазигосударств, был назначен губернатором государства Дамаска. Его администрация не снискала широкой общественной поддержки, поскольку была печально известна процветавшими при ней коррупцией и непотизмом. В июне 1922 года он был смещён с занимаемой им должности (причиной послужило его вмешательство в процесс над одним из лидеров национального освободительного движения Ибрагимом Ханану, которое было обусловлено давлением общественности).
В декабре 1924 года ещё на год был назначен главой консультационного бюро. В 1930 году он основал Партию реформ, целью которой провозглашалось проведение реформ политической и административной системы. Но и это начинание не нашло широкой поддержки, членами партии были в основном родственники и близкие сподвижники аль-азам.В 1932 году был избран членом парламента и выдвинул свою кандидатуру на выборах президента Сирии, но проиграл Мухаммаду Али аль-Абиду. Однако после прихода последнего к власти был назначен премьер-министром, и также стал министром внутренних дел. На эти должностях он пребывал 11 июня 1932 года по 3 марта 1934 года.
Одним из основных событий, произошедших во время его пребывания на посту премьер-министра стало подписание французско-сирийского договора, согласно которому Сирии предоставлялся ряд свобод и обещание постепенного получения полной государственной независимости в обмен на согласие сирийской стороны не претендовать на Арабские горы и горы, окружавшие Латакию, а также на военную, политическую и экономическую зависимость от Франции на протяжении последующих 25 лет. Этот договор был встречен крайне отрицательно сирийским обществом, сирийские националисты обратились к президенту Мухаммаду Али аль-Абиду с просьбой сместить аль-Азма с занимаемой должности, а после отказа президента по всей стране прошли акции протеста. В итоге аль-Азм был смещён с поста премьер-министра и вновь назначен главой Консультационного бюро. В этой должности он оставался вплоть до своей отставки в 1936 году.